# François Leconte
 (octobre 2020).
Si vous disposez d'ouvrages ou d'articles de référence ou si vous connaissez des sites web de qualité traitant du thème abordé ici, merci de compléter l'article en donnant les références utiles à sa vérifiabilité et en les liant à la section « Notes et références ».
Pour les articles homonymes, voir Leconte.
François Leconte (né à Cherbourg le 10 mai 1791 et mort à Brest le 22 février 1872) est un navigateur normand.
Chevalier de l'Ordre Royal et Militaire de Saint-Louis.

## Sa vie
Il descend de deux vieilles familles normandes, son arrière-grand-père paternel était avocat à Cherbourg et fut assassiné en allant chez un de ses clients à Tourlaville. Quant à ses ancêtres maternels, ils sont issus d'une des plus anciennes familles de la bourgeoisie de Cherbourg.
Plusieurs membres de cette famille étaient marins et moururent de mort violente en mer ; son frère aîné périt noyé dans le port de Carteret et son frère cadet dans l'estuaire de la Gironde.
Dès 1808, François Leconte embarque comme novice sur une chaloupe canonnière et réchappe à un premier naufrage dans la Manche. En 1811, il croise Napoléon à Cherbourg et assiste au remaniement profond de la marine que l'Empereur ordonne. En 1812, il devient enseigne de vaisseau et on lui confie le commandement de la compagnie des conscrits hollandais. Nommé lieutenant en 1814, il participe aux batailles napoléoniennes.
Il s'embarque ensuite pour diverses missions à Saint-Domingue(il rédige un mémoire sur cette île en 1837), à Terre-Neuve, aux Antilles, en Guyane, au Danemark, en Russie, au Portugal, en Tunisie, en Italie, à Malte, à Haïti, à Cuba, au Brésil, en Inde, à Sumatra, à Tahiti, etc.
Outre ses missions à caractère militaire, Leconte cherche l'île Hunter sans succès et devient convaincu de son inexistence, il donne aussi quelques précisions scientifiques sur la Nouvelle-Calédonie.
Il est nommé capitaine de vaisseau en 1845, pour commander la goélette La Seine, qui fait naufrage à Pouébo (Nouvelle-Calédonie). Jugé en conseil de guerre maritime en 1847 pour avoir perdu le bateau, il est acquitté à l'unanimité, mais n'est plus jamais commandant de bateau.

## Son œuvre
Il est l'auteur d'un seul ouvrage, Mémoires pittoresques d'un officier de marine, publié à Brest, chez Le Pontois, en 1851, 2 tomes. Écrit dans un style clair, parfois enjoué, cet ouvrage est le récit exact de ses missions autour du globe. Parce qu'il ne se contente pas de descriptions exclusivement maritimes, mais parce qu'il évoque le quotidien de chaque dignitaire qui le reçoit, Leconte est un témoin précieux de l'état de l'aristocratie à travers le monde dans la première moitié du XIXe siècle. À ce titre, il ne craint pas de mêler le souvenir anecdotique aux faits historiques.

## Sources
1. ↑  Cherbourg-Octeville en 2000, puis commune déléguée dans Cherbourg-en-Cotentin depuis 2016.

- Mémoires pittoresques d'un officier de marine, Brest, Le Pontois, 1851, 2 tomes.